# Michaił Golenko
Michaił Michajłowicz Golenko, ros. Михаил Михайлович Голенко (ur. 1 sierpnia 1891 r. w Janopolu w rejonie Szawli, zm. ?) – radziecki wojskowy (podpułkownik), zastępca dowódcy rezerwy oficerskiej przy sztabie Sił Zbrojnych Komitetu Wyzwolenia Narodów Rosji pod koniec II wojny światowej.
W 1912 r. ukończył eksternistycznie gimnazjum, zaś w 1916 r. szkołę praporszczików. Brał udział w I wojnie światowej. Po jej zakończeniu od wiosny 1919 r. walczył w szeregach wojsk bolszewickich na Ukrainie. Początkowo dowodził plutonem 20 Suchumskiego Pułku Strzeleckiego. Następnie objął dowództwo kompanii 31 Samodzielnego Batalionu Obrony Dróg Kolejowych. W latach 1920–1921 zwalczał antybolszewickich powstańców w zachodniej Syberii jako dowódca batalionu 273 Pułku Strzeleckiego, a następnie 207 Pułku Strzeleckiego. Od stycznia 1924 r. był zastępcą dowódcy kompanii 135 Pułku Terytorialnego 45 Dywizji Strzeleckiej. W październiku tego roku objął dowództwo kompanii 296 Pułku Strzeleckiego. W lutym 1926 r. objął funkcję dowódcy broni strzeleckiej pułku. Od lutego 1928 r. dowodził kompanią 239 Pułku Strzeleckiego, zaś od kwietnia 1931 r. batalionem pułku. W listopadzie tego roku został zastępcą szefa oddziału mobilizacyjnego sztabu 80 Dywizji Strzeleckiej. Od listopada 1937 r. był zastępcą dowódcy 138 Pułku Strzeleckiego, zaś od czerwca 1938 r. ponownie zastępcą szefa oddziału mobilizacyjnego sztabu 80 Dywizji Strzeleckiej. W październiku tego roku został zastępcą szefa sztabu dywizji. W tym roku awansował do stopnia majora, zaś w 1940 r. podpułkownika. We wrześniu 1941 r., po zniszczeniu dywizji, dostał się do niewoli. Przebywał w różnych obozach jenieckich. Jesienią 1944 r. wstąpił do nowo formowanych Sił Zbrojnych Komitetu Wyzwolenia Narodów Rosji. W grudniu tego roku wraz z grupą oficerów „własowskich” prowadził werbunek do Sił Zbrojnych KONR w obozach jenieckich w okupowanej Norwegii. Od stycznia 1945 r. był zastępcą dowódcy rezerwy oficerskiej przy sztabie Sił Zbrojnych KONR. 9 maja tego roku wraz ze sztabem i częścią oddziałów "własowskich" poddał się Amerykanom. Był osadzony w obozach jenieckich we wsi Kladenské Rovné, mieście Friedbeg, Ganacker, zaś po 18 sierpnia w Ratyzbonie. Dalsze jego losy są nieznane.